# Bromperidol
Bromperidolul este un antipsihotic tipic derivat de butirofenonă, fiind utilizat ca neuroleptic în tratamentul schizofreniei. Calea de administrare disponibilă este cea orală.